# La Navarraise
La Navarraise (deutsche Titel: Das Mädchen von Navarra oder Die Navarreserin) ist eine Oper (Originalbezeichnung: „Episode lyrique“) in zwei Akten des französischen Komponisten Jules Massenet. Das Libretto stammt von Jules Claretie und Henri Cain und basiert auf der Kurzgeschichte La Cigarette von Claretie. Die Uraufführung fand am 20. Juni 1894 in Covent Garden in London statt.

## Handlung

### Erster Akt
Vor dem Hintergrund der Karlistenkriege in Spanien verlieben sich Anita, ein armes Waisenkind aus Navarra, und der Sergeant Araquil. Dieser hat sich bei einem Rückzugsgefecht gegen die Karlisten als besonders tapfer erwiesen und wird zum Leutnant befördert. Sein stolzer Vater Remigio verlangt nun im Heiratsfalle des Sohnes eine Mitgift von zweitausend Douros. Damit will er eine, seiner Meinung nach, nicht standesgemäße Verbindung seines Sohnes mit Anita verhindern. Anita ist verzweifelt. Natürlich kann sie das Geld nicht aufbringen. Allerdings weiß sie, dass General Garrido den Anführer der Karlisten, Zuccaraga, aus persönlichen Gründen hasst und dessen Tod wünscht. Sie bietet nun Garrido für zweitausend Douros ihre Hilfe an und verspricht, um diesen Preis Zuccaraga zu ermorden. Der General stimmt zu, und Anita schleicht sich aus dem Lager, um sich heimlich in das feindliche Hauptquartier zur Durchführung ihrer Mission zu begeben. Dabei wird sie von Ramon, einem spanischen Hauptmann, beobachtet, der sofort Araquil verständigt. Beide sind, in Unkenntnis der tatsächlichen Absichten Anitas, der Meinung, sie sei eine feindliche Spionin. Um der Sache auf den Grund zu gehen, schleicht Araquil seiner Geliebten hinterher.

### Zweiter Akt
Am nächsten Morgen kehrt Anita von ihrer erfolgreichen Mission zurück. Sie erklärt General Garrido, dass sie Zuccaraga erstochen habe. Dessen Tod wird auch durch Trauerglocken aus dem feindlichen Lager bestätigt. Daraufhin erhält Anita die versprochenen zweitausend Douros. Sie muss aber versprechen, nichts von ihrer (und des Generals) Beteiligung an dem Mord an die Öffentlichkeit kommen zu lassen. Nun kehrt auch Araquil schwer verwundet zurück. Er wurde, als er Anita heimlich in das feindliche Lager folgte, entdeckt und wurde bei der Flucht schwer verletzt. Er kann sich nicht über Anitas Geld von zweitausend Douros freuen, weil er ja immer noch annimmt, seine Geliebte sei eine feindliche Agentin und das Geld ihr Lohn für ihre Spionage. Als er vom Tod Zuccaragas hört, dämmert ihm die Wahrheit über dessen Mörder bzw. die Mörderin. Diese Erkenntnis und die Schwere seiner Verletzungen führen nun zu seinem Tod. Anita bricht aus Verzweiflung über diese Ereignisse zusammen. Ein Selbstmordversuch scheitert, aber sie verfällt dem Wahnsinn.

## Orchester
Die Orchesterbesetzung der Oper enthält die folgenden Instrumente:
- Holzbläser: Piccoloflöte, zwei Flöten, zwei Oboen, Englischhorn, zwei Klarinetten, Bassklarinette; zwei Fagotte, Kontrafagott
- Blechbläser: vier Hörner, drei Trompeten, drei Posaunen, Tuba
- Pauken, Schlagzeug: große Trommel, Becken, Militärtrommel, baskische Trommel, Tamtam, Triangel, Kastagnetten
- Harfe
- Streicher
- Bühnenmusik hinter der Szene: sechs Trompeten (oder Clarinos), drei Militärtrommeln, zwei Glocken in Fis und G, Kanonen

## Weitere Anmerkungen
Die Komposition entstand im Sommer 1893 in Avignon.
Der Uraufführung am 20. Juni 1894 in Covent Garden wohnten George Bernard Shaw und der Prince of Wales bei, der später als Edward VII. König von Großbritannien werden sollte. Die Inszenierung stammte von August Harris, und Philippe Flon dirigierte. Es sangen Emma Calvé (Anita), Albert Alvarez (Araquil), Pol Plançon (Garrido), Charles Gilibert (Remigio), Claude Bonnard (Ramon), Eugène Dufriche (Bustamente) und Le Checur (Soldat). Die Aufführung war ein großer Erfolg.
Die Oper wurde in der Folge öfter gespielt und galt als musikalische Antwort des Komponisten auf den italienischen Opernstil des Verismo. In den folgenden 60 Jahren gab es weltweit über 180 Aufführungen. Wegen der Kürze der Oper wurde sie oft zusammen anderen, ebenfalls kürzeren, Werken gespielt, beispielsweise mit Cavalleria rusticana von Pietro Mascagni. Im Lauf des 20. Jahrhunderts nahm die Zahl der Aufführungen dann ab. Heute wird die Oper eher selten gespielt. Im Jahr 2013 wurde sie beim Wexford Festival gespielt, das sich auf Opernraritäten spezialisiert.

## Aufnahmen
Es gibt mehrere Tonträgereinspielungen dieser Oper. Dazu gehören:
Eine Aufnahme aus dem Jahr 1975 u. a. Marilyn Horne, Plácido Domingo, Sherrill Milnes, Gabriel Bacquier, Nicola Zaccaria und dem London Symphony Orchestra unter der Leitung von Henry Lewis. Das Werk gibt es als CD im Handel.
Eine weitere CD erschien im Jahr 2018 im Handel. Unter der Leitung von Alberto Veronesi sangen und spielten u. a. Roberto Alagna, Aleksandra Kurzak sowie der Chor und das Orchester der New Yorker Oper.
Eine weitere Einspielung aus dem Jahr 1974 mit Lucia Popp, Alain Vanzo, Gérard Souzay, Vicente Sardinero, dem Ambrosian Opera Chorus und dem London Symphony Orchestra unter der Leitung von Antonio de Almeida kam am 2. März 2018 als CD in den Handel.

## Digitalisate
- La Navarraise: Noten und Audiodateien im International Music Score Library Project
- Klavierauszug, Paris 1894. Digitalisat der Bibliothèques spécialisées et patrimoniales de la Ville de Paris
- Das Mädchen von Navarra. Libretto (deutsch). Digitalisat der Library of Congress
- Pressebericht (französisch) und Szenenbilder einer Aufführung von 1902 an der Opéra-Comique. Digitalisat bei Gallica